# Hunoor, Lingsugur
Hunoor là một làng thuộc tehsil Lingsugur, huyện Raichur, bang Karnataka, Ấn Độ.